# Nucleofiel
Een nucleofiel deeltje is een negatief ion of het negatieve deel van een dipool-molecuul, met een niet-bindend of vrij elektronenpaar dat makkelijk kan reageren met een elektrofiel deeltje. Het deeltje fungeert meestal als elektronenpaardonor (lewisbase) ten opzichte van een elektrofiel deeltje (lewiszuur).
Hoe geconcentreerder de lading, hoe reactiever een nucleofiel. Over het algemeen zijn sterke Brønstedbasen ook goede nucleofielen, maar dat is niet altijd zo. Sterische hindering, zoals in lithiumbis(trimethylsilyl)amide, blokkeert nucleofiele reacties (indat geval van het negatief geladen stikstofatoom).

## Voorbeelden van goede nucleofielen
- Cyanide-ion (CN− )
- Anionen van primaire alcoholen (R-CH2-O− )
- Het hydroxide ion (OH− )
- Primaire amines (R-NH2)
- Hydriden (H−)

## Voorbeelden van matige nucleofielen
- Secundaire en tertiaire alcoholen
- Ethers
- Secundaire en hogere amines

## Voorbeelden van slechte nucleofielen
- Tetrafluorboraat-ion
- Nitraat-ion
- Perchloraat-ion